# Марчук, Прокофий Павлович
Прокофий Павлович Марчук  (1872 — ?) —  крестьянин, член Государственной думы Российской империи I созыва от Волынской губернии.

## Биография
По национальности украинец («малоросс»). Крестьянин Староконстантиновского уезда Волынской губернии. Выпускник народного училища. Служил народным учителем, был распорядителем волостного банка. На момент избрания в Думу в партиях не состоял. Занимался земледелием.

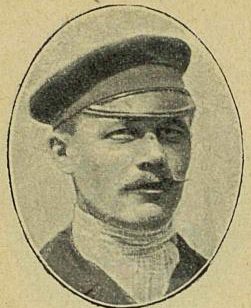
П. П. Марчук, 1906

15 апреля 1906 избран в Государственную думу Российской империи I созыва от общего состава выборщиков Волынского губернского избирательного собрания. По одним сведениям в Думе оставался беспартийным, его политическая позиция определяется как "умеренный", однако трудовики в своём издании «Работы Первой Государственной Думы» характеризуют политическую позицию Марчука как «Б. пр.», что означает, что беспартийный Марчук поселился на казённой квартире Ерогина, нанятой на государственные деньги для малоимущих депутатов, специально для их обработки в проправительственном духе, и оставался там до конца работы Думы.
Дальнейшая судьба и дата смерти неизвестны.